# Futurama (album)
Futurama è il secondo album in studio del gruppo musicale britannico Be-Bop Deluxe, pubblicato nel 1975.

## Tracce
Testi e musiche di Bill Nelson.
1. Stage Whispers – 3:05
2. Love With the Madman – 3:12
3. Maid in Heaven – 2:26
4. Sister Seagull – 3:36
5. Sound Track – 6:15
6. Music in Dreamland – 4:44
7. Jean Cocteau – 2:53
8. Between the Worlds – 3:17
9. Swan Song – 6:03
10. Between the Worlds (bonus track) – 3:19
11. Maid in Heaven (bonus track) – 2:33
12. Speed of the Wind (bonus track) – 4:19